# アリ・アブデルアジズ
アリ・アブデルアジズ（Ali Abdelaziz、男性、1977年12月4日 - ）は、エジプトの総合格闘技プロモーター兼マネージャー、元柔道家、元総合格闘家。カイロ県カイロ出身。アリ・イブラヒムとも表記される。

## 概要
現役引退後は、「ドミネンス・MMA・マネージメント」（Dominance MMA Management）を創立し、多くのMMAトップ選手のマネージャーとして活躍している。反面、コナー・マクレガーやコルビー・コヴィントンなどといった自身が契約する選手の対戦相手とのトラブルが多く、PFLでは対戦相手のマネージャーをいきなり殴って、大会への立入禁止処分を受けた。
レスリング選手のカラム・イブラヒムは従兄弟。

## マネージメントしている主な選手
- ハビブ・ヌルマゴメドフ
- カマル・ウスマン
- ヘンリー・セフード
- ジャスティン・ゲイジー
- コーディ・ガーブラント
- フランク・エドガー
- ファブリシオ・ヴェウドゥム
- ラシャド・エヴァンス
- ケイラ・ハリソン
- ランス・パーマー
- ギルバート・バーンズ
- ザビット・マゴメドシャリポフ
- ベニール・ダリウシュ
- ギガ・チカゼ
- イスラム・マカチェフ
- デレク・ブランソン
- ダン・イゲ
- マゴメド・アンカラエフ
- ベラル・ムハマッド
- コーリー・アンダーソン
- アンソニー・ジョンソン
- マーヴィン・ヴェットーリ
- ケルヴィン・ガステラム
- ポール・デイリー
- ビセンテ・ルケ
- オットマン・アツァイター
- パトリック・ミックス

## 来歴
6歳から柔道を始め、17歳でアトランタオリンピックに出場した。
2007年3月12日、HERO'S初参戦となったHERO'S 2007 開幕戦 〜名古屋初上陸〜で宇野薫と対戦し、腕ひしぎ十字固めで一本負けを喫した。
引退後は、アメリカ合衆国の総合格闘技団体「WSOF」の副社長に就任したが、2015年12月に辞任した。

## 戦績

### 総合格闘技
| 総合格闘技 戦績 | 総合格闘技 戦績 | 総合格闘技 戦績 | 総合格闘技 戦績 | 総合格闘技 戦績 | 総合格闘技 戦績 | 総合格闘技 戦績 |
| --------------- | --------------- | --------------- | --------------- | --------------- | --------------- | --------------- |
| 4 試合          | (T)KO           | 一本            | 判定            | その他          | 引き分け        | 無効試合        |
| 1 勝            | 0               | 1               | 0               | 0               | 0               | 0               |
| 3 敗            | 0               | 3               | 0               | 0               | 0               | 0               |

| 勝敗 | 対戦相手             | 試合結果                 | 大会名                              | 開催年月日    |
| ×    | 宇野薫               | 1R 1:59 腕ひしぎ十字固め | HERO'S 2007 開幕戦 〜名古屋初上陸〜 | 2007年3月12日 |
| ×    | ロッキー・ジョンソン | 1R 2:50 腕ひしぎ十字固め | Ring of Fire 26: Relentless         | 2006年9月9日  |
| ×    | 上小園琢大           | 1R 1:11 ヒールフック     | Ring of Fire 19: Showdown           | 2005年9月10日 |
| ○    | チー・ベイツ         | 1R 1:44 ギロチンチョーク | Ring of Fire 12: Nemesis            | 2004年5月22日 |

### グラップリング
| 勝敗 | 対戦相手 | 試合結果                 | 大会名                                | 開催年月日    |
| ×    | 青木真也 | 跳びつき腕ひしぎ十字固め | ブドーチャレンジ 【77kg未満級 1回戦】 | 2006年5月26日 |